# Недім Усеїнов
Неді́м Усеї́нов — український та польський політолог кримськотатарського походження, громадський діяч, представник координаційної ради Всесвітнього конгресу кримських татар у Польщі. Проживає та працює в Польщі понад десять років.

## Біографія
Наприкінці 1990-х років, навчаючись у кримськотатарській школі, Недім Усеїнов брав участь у семінарах з журналістики, організованих польськими неурядовими організаціями в Сімферополі. Як один з активних учасників, він отримав стипендію на навчання в Польщі. Вступив на факультет політології Люблінського університету Марії Кюрі-Склодовської. Після другого курсу перевівся до Гданського університету.

## Професійна та громадська діяльність
Після переїзду до Гданська Недім Усеїнов почав співпрацювати з неурядовими організаціями, координуючи проєкти, спрямовані на розвиток громадянського суспільства та освіти в Україні. Пізніше переїхав до Варшави, де працював у Фонді міжнародної солідарності в рамках польсько-канадської програми сприяння демократичним перетворенням в Україні, зосереджуючись на розвитку незалежних медіа та реформі місцевого самоврядування.
Як представник координаційної ради Всесвітнього конгресу кримських татар у Польщі, Усеїнов активно виступає на міжнародній арені, привертаючи увагу до проблеми окупації Криму Росією. Він наголошує на необхідності постійного дипломатичного тиску на Росію та підтримки України з боку міжнародної спільноти.
Усеїнов був одним із засновників Комітету солідарності кримських татар, створеного у 2015 році, який організовував акції протесту біля російських дипломатичних установ на захист політичних в'язнів, зокрема Ахтема Чийгоза та Ільмі Умерова. Комітет також займався популяризацією кримськотатарської історії та культури в Польщі. Наприкінці 2019 року у Варшаві було відкрито фонд «Центр культури кримських татар», афілійований при Українському домі.

## Погляди
Недім Усеїнов вважає, що анексія Криму стала стимулом для зміни ставлення українського суспільства до кримських татар, яке раніше мало обмаль інформації про корінний народ півострова. Він підкреслює проукраїнську позицію кримськотатарського народу, символом якої став Решат Аметов.
Усеїнов є прихильником створення кримськотатарської національно-територіальної автономії в складі України, вважаючи це ключовим інструментом для боротьби за деокупацію півострова. На його думку, кримські татари мають стати рушійною силою в цьому процесі за підтримки української держави.
Він також наголошує на важливості міжнародної підтримки, зокрема з боку Туреччини, та зазначає, що невизнання анексії Криму європейськими країнами є принциповим, оскільки це запобігає розпалюванню сепаратистських конфліктів у самій Європі.